# Australohyliota chilensis
Australohyliota chilensis là một loài bọ cánh cứng trong họ Silvanidae. Loài này được Blanchard in Gay miêu tả khoa học năm 1851.